# 坚韧的刺刀！
《坚韧的刺刀！》（英語：Fixed Bayonets!）是一部1951年上映的，由二十世纪福克斯发行，塞缪尔·富勒自编自导的朝鲜战争题材电影。